# Lisandro Almirón
Claudio Lisandro Almirón (Corrientes, 6 de diciembre de 1973) es un abogado y político argentino. Con más de 24 años de trayectoria en el ámbito legal, Almirón también cursó la Licenciatura en Ciencias Políticas en la Universidad de Buenos Aires (UBA). Está casado con Laura Marcoré y es padre de cinco hijas.
Desde 2023, se desempeña como Diputado de la Nación Argentina por la provincia de Corrientes. Para las elecciones de 2025, Almirón se presenta como candidato a Gobernador por la provincia de Corrientes representando a La Libertad Avanza.

## Biografía
Almirón ha ejercido como abogado Licenciatura en Ciencias Políticas en la Universidad de Buenos Aires (UBA). Libertad Avanza en Corrientes, en representación del partido de Karina Milei y Martín Menem.
Fue convencional en 2007, concejal en 2021, por Corrientes capital conformando el monobloque "General San Martín". En agosto de 2024, la municipalidad de Gobernador Virasoro, en la provincia de Corrientes, realizó algunas contrataciones que generaron interés público. Entre ellas, se contrataron los servicios de Marta Susana Marcoré, suegra del intendente Almirón, y de Laura Romina Peralta Marcoré, su esposa, para tareas de "alquiler de maquinarias viales" y "servicios profesionales". Estas contrataciones fueron objeto de debate en la comunidad, ya que algunos cuestionaron si se habían seguido los procedimientos adecuados. Sin embargo, es importante señalar que no se han comprobado irregularidades y que las autoridades municipales afirman que las contrataciones se realizaron de acuerdo a la normativa vigente.En agosto de 2024, Almirón fue objeto de críticas por supuestas prácticas de nepotismo en el municipio de Gobernador Virasoro, Corrientes, donde se reveló que el municipio había contratado a Marta Susana Marcoré, suegra de Almirón, y a Laura Romina Peralta Marcoré, su esposa, para servicios de "alquiler de maquinarias viales" y "servicios profesionales". Estas contrataciones, cuestionadas por la falta de antecedentes y justificación, generaron controversia sobre el uso de fondos públicos.Ese mismo año varios familiares del diputado correntino d Almirón, le hicieron una denuncia en la justicia porque, en complicidad con una escribana amiga, habría falsificado documentos públicos para apoderarse del único inmueble de su abuela.
Desde diciembre de 2023, como Diputado Nacional de La Libertad Avanza, bajo la gestión de Karina Milei, ha sido señalada por favorecer a organizaciones evangélicas y a fundaciones vinculadas políticamente al donar mercadería bajo disposición de la Aduana. Esta política de donaciones se ha utilizado para beneficiar principalmente a las iglesias evangélicas y al intendente de Gualeguaychú, Mauricio Davico, quien es amigo del clan Menem. Entre las donaciones realizadas, se han distribuido artículos de primera necesidad, productos de bazar, cubiertas, electrodomésticos, celulares, vehículos y repuestos. Las donaciones han beneficiado principalmente a Gualeguaychú y a otras localidades en Corrientes y Misiones. Las resoluciones de estas donaciones, firmadas en su mayoría por Eduardo “Lule” Menem, subsecretario de Gestión Institucional, se encuentran publicadas en el Boletín Oficial.
La intención de Almirón es replicar las políticas nacionales en Corrientes, con el objetivo de convertirla en la "primera provincia liberal libertaria del país".En julio de 2024, David Moulín, apoderado de La Libertad Avanza y cercano a Almirón, fue designado jefe del Distrito 10º de la Dirección de Vialidad Nacional. Este nombramiento fue objeto de escrutinio debido a la relación cercana de Moulín con Almirón y la controversia en torno a las contrataciones de maquinaria vial en Virasoro a quien Almirón favoreció con diferentes contratos públicos.
Almirón enfatiza el potencial de Corrientes para ser un "punto clave en la economía del país", destacando su riqueza en recursos, el ingenio de su gente y las oportunidades logísticas de su ubicación. 

El 8 de agosto de 2024, tras una sesión del Concejo Deliberante en Virasoro donde se discutieron las contrataciones mencionadas, hubo agresiones físicas y verbales contra contra dos concejales que denunciaron a Almirón
Almirón concluye con un llamado a seguir las máximas de San Martín: "Amemos la Patria y la Libertad".
Fue electo Diputado de la Nación Argentina por la Provincia de Corrientes en las Elecciones legislativas de 2023, en el 1er lugar de la lista La Libertad Avanza.

## Historial electoral
|  | 0,56 % |

|  | 27,34 % |